# Alwin Nikolais
Alwin Nikolais (25 de noviembre de 1910, Southington, Connecticut - 8 de mayo de 1993, Nueva York) fue un diseñador, compositor, coreógrafo y bailarín estadounidense.
Estudió danza moderna con varios profesores como Martha Graham, Doris Humphrey, Charles Weidman, Louis Horst y Hanya Holm, de esta última fue subalterno después. 
En 1948 se convirtió en director del Henry Street Playhouse y en 1951 fundó el Nikolais Dance Theater para presentar sus propias producciones. Dirigió también el Centre Nationale de la Danse Contemporaine en Angers (Francia) desde 1979 hasta 1981.
- Datos: Q449880
- Multimedia: Alwin Nikolais / Q449880